# كارلو دي ريوفير
كارلو دي ريوفير (بالهولندية: Carlo de Reuver)‏ (29 يناير 1995 بروتردام في هولندا - ) هو لاعب كرة قدم هولندي في مركز الهجوم. لعب مع نادي إكسلسيور وهيلموند سبورت.